# Dom Silvério
Dom Silvério é um município brasileiro no estado de Minas Gerais, Região Sudeste do país. Localiza-se na Zona da Mata Mineira e ocupa uma área de 194,972 km², sendo que 1,5 km² está em perímetro urbano. Sua população foi estimada em 5 227 habitantes em 2021.

## História
Até 1938, antes da sua fundação, era conhecida como Saúde e, após sua emancipação, alterou seu nome numa homenagem a Dom Silvério Gomes Pimenta, o primeiro bispo negro da Igreja Católica que atuou na Arquidiocese de Mariana.

## Geografia
Cidade situada no Vale do Piranga, cercada por montanhas, tem como principal acesso a rodovia MG-123, interligando a Ponte Nova, Rio Doce, Alvinópolis, Rio Piracicaba, João Monlevade e a BR-381.
No passado, o município possuiu acesso ferroviário a Ponte Nova e a Rio Doce pelo Ramal de Dom Silvério (antigo Ramal de Saúde) da Estrada de Ferro Leopoldina, que era responsável pelo escoamento da produção cafeeira e agrícola e da mineração do município, além do transporte local de passageiros para ambas as cidades. O ramal ferroviário foi desativado em 1971 e extinto em 1973. 
Nos anos 1960, houve planos da Leopoldina de ligar Dom Silvério a cidade de Nova Era, por meio de uma extensão do ramal, onde se entroncaria com a Estrada de Ferro Vitória a Minas (EFVM) em seu final. Foram construídos túneis, pontes e bueiros na cidade, para permitir que os trens cruzassem o Rio do Peixe e outros córregos no caminho. O plano original era que o ramal atingisse a cidade de Itabira, para que a Leopoldina pudesse expandir sua frota para o ramo da mineração. Porém a expansão jamais foi concretizada e o trajeto construído, ainda que sem os trilhos, acabou abandonado. 

## Economia
A economia tem como base a agricultura familiar, baseada na produção de leite bovino revendido para laticínios da Região Metropolitana de Belo Horizonte. O comércio local, indústria e pequenas empresas também se destacam na geração de emprego e renda da cidade.